# Junnosuke Taguchi
Junnosuke Taguchi (田口淳之介) Nacido el 29 de noviembre de 1985, es un actor cantante y bailarín miembro de la banda japonesa KAT-TUN Entró en la agencia Johnny's Entertainmentel 16 de mayo de 1999.

## Datos
- Nombre: 田口淳之介
- Nombre (romaji): Taguchi Junnosuke
- Apodos: Junno, Jun y Junnosukebe (sukebe = sucio)
- Familia: Padres, 3 hermanas mayores y 1 hermano
- Profesión: Actor, Bailarín, Cantante, Conductor
- Fecha de nacimiento: 29 de noviembre de 1985 (39 años)
- Lugar de nacimiento:  Prefectura de Kanagawa , Japón
- Estatura: 1.79 cm

## Dramas
- Inu o Kau to Iu Koto (Como Hotta Katsuhiko) (TV Asahi, 2011)
- Kochira Katsushika-ku Kameari Koen-mae Hashutsujo (2009)
- Yukan Club (Como Bido Granmarie) (NTV, 2007)
- Hanayome to Papa (Como Miura Seiji) (Fuji TV, 2007)
- Happy! (Como Ootori Keiichiro) (TBS, 2006)
- Happy! 2 (Como Ootori Keiichiro)(TBS, 2006)
- Ganbatte Ikimasshoi (Como Nakata Saburo. Episodio 4-10) (KTV, 2005)
- Omae no Yukichi ga Naiteiru (TV Asahi, 2001)
- Shounen wa Tori ni Natta (TBS, 2001)

## Películas
- Mouhouhan,(2002)

## Shows
- Okyakusama Wa Kamisama –Concert 55 Mannin Ai No Request Ni Kotaide!! (2003).
- Dream boy (2004).
- Summary Of Johnny’s World (NewS VS Kat-tun, 2005).
- Kaizokuban (2005).
- Dream Boy (Kat-tun VS Kanjani8, 2006).
- Live Of Kat-tun Real Face (2007).
- Tour 2007 Cartoon Kat-tun II You (2007)

## Programas
- Cartoon KAT-TUN

## Premios
- 11th Nikkan Sports Drama Grand Prix (Oct-Dec 2007): Best Supporting Actor for Yukan Club.

## Anuncios
- NTT Docomo [FOMA902i series]
- Rohto Lipbalm
- Lotte Gum
- Crunky Chocolate

- Datos: Q1075443